# Martfeld
Martfeld är en kommun och ort i Landkreis Diepholz i förbundslandet Niedersachsen i Tyskland.
Kommunen ingår i kommunalförbundet Samtgemeinde Bruchhausen-Vilsen tillsammans med ytterligare tre kommuner.